# William Browder
William Browder (Nova Iorque, 6 de janeiro de 1934 – Princeton, 19 de fevereiro de 2025) foi um matemático estadunidense.